# Peter Andreas Brandt
Peter Andreas Brandt (født 14. juni 1792 i Trondheim, død 20. september 1862 i Brasilien) var en norsk tegner og maler. Han rejste til Brasilien i 1834, hvor han arbejdede sammen med den danske naturhistoriker Peter Wilhelm Lund i byen Lagoa Santa i delstaten Minas Gerais. Brandt illustrerede Lunds fund i forbindelse med udgravninger i drypstenshuller.